# Diego Rubio (ciclista)
Diego Rubio Hernández, nascido a 13 de junho de 1991 em Navaluenga (Ávila), é um ciclista espanhol, membro da equipa Burgos-BH.
É um dos ciclistas vindos das fileiras da Fundação Provincial Desportiva Víctor Sastre, localizada em El Barraco (província de Ávila) onde na categoria sub-23 fez uma grande volta do Azerbaijão.

## Palmarés

### Estrada
2012 (como amador)
- 1 etapa do Heydar Aliyev Anniversary Tour

### Pista
2015----
- 2º Campeonato da Espanha Perseguição

## Resultados nas Grandes Voltas
Durante a sua carreira desportiva tem conseguido os seguintes postos nas Grandes Voltas.
| Carreira        | 2014 | 2015 | 2016 | 2017 | 2018 | 2019 |
| --------------- | ---- | ---- | ---- | ---- | ---- | ---- |
| Giro d'Italia   | -    | -    | -    | -    | -    | -    |
| Tour de France  | -    | -    | -    | -    | -    | -    |
| Volta a Espanha | -    | -    | -    | 127º | 138º | -    |

-: não participa 

Ab.: abandono 